# Модель Псахаропулоса
Модель Псахаропулоса (англ. Model Psacharopoulos) — модель инвестиций в человеческий капитал, представленная греческим экономистом Джорджем Псахаропулосом в 1981 году.

## История

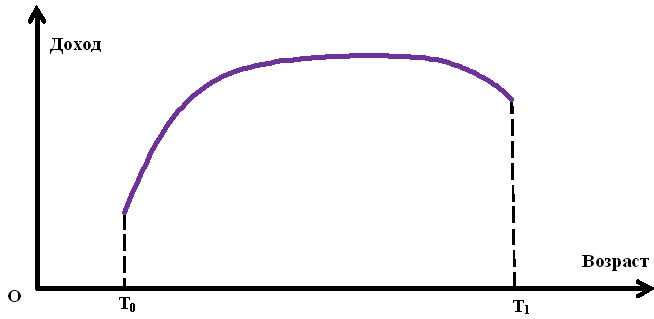
Рисунок 1. Профиль «возраст-доход»

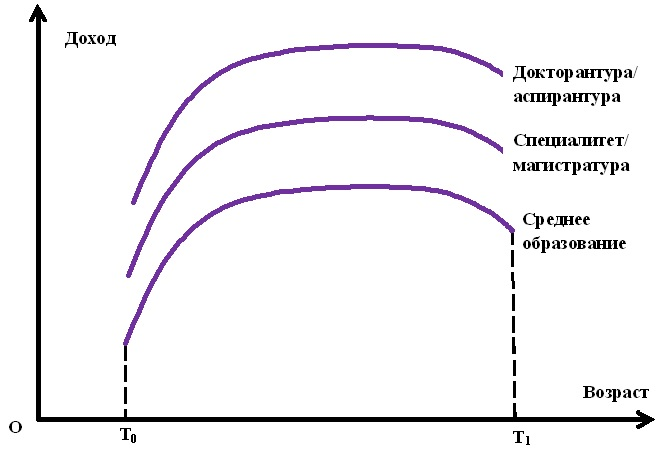
Рисунок 2. Профили «возраст-доход» по образованию

Дж. Псахаропулос указывает в своей работе, что первый эмпирический анализ выгод и затрат образования провел советский экономист Станислав Струмилин в 1929 году.
В 1958 году американский экономист Джейкоб Минсер в своей статье «Инвестиции в человеческий капитал и персональное распределение дохода», а затем в своей же работе «Образование, опыт и заработки» 1974 года представил свою теорию человеческого капитала — модель Минсера. Модель объясняет, что персональное распределение доходов среди индивидуумов возникло в результате полученного ими же самими профессионального обучения. Модель Минсера представляет заработную плату как функцию от пройденного обучения и полученного опыта работы.
На Рисунке 1 «Профиль „возраст-доход“» кривая, отражающего профиль «возраст-доход» (англ. age–earnings profile), вогнута. С возрастом человек накапливает больше знаний, что способствует получению большей заработной платы, однако по мере достижения пенсионного возраста вложения в человеческий капитал снижаются, привлекательность таких инвестиций становится ниже, отдача от них уменьшается. Инвестиции в обучение на месте работы снижаются с возрастом, так как сокращается продолжительность оставшегося трудового периода. В точке {\displaystyle T_{0}} индивидуум уже получил образование, и доходы его растут за счёт накопления опыта вместе со стажем работы, то есть знаний и умений, которые он получает на работе. Поведение знаний характеризуется быстрым ростом вначале карьеры, замедлением в середине карьеры, прекращением накапливания и с некоторого момента в связи с превышением износа над приростом человеческого капитала его сокращением. Раз падают объёмы человеческого капитала, то падают и доходы. В точке {\displaystyle T_{1}} индивидуум заканчивает трудовую деятельность.
Дж. Минсер сформировал стандартного уравнения заработной платы, отражающего её зависимость от образования и профессионального опыта. Индивидуум осуществляет инвестиции в человеческий капитал в процессе получения опыта работы, для этого нужно жертвовать частью дохода для получения профессиональной подготовки. Данный вывод подтверждается тем, что новые работники на рынке труда получают заработную плату, как правило, более низкую, чем опытные специалисты. Формируются различные профиля, зависящее от образования: «возраст-образование-заработная плата». Если индивиды различаются уровнем образования, то они отличаются возрастом, в котором они начинают инвестировать в обучение на месте работы. На Рисунке 2 «Профили „возраст-доход“ по образованию» чем выше уровень образования, тем выше кривая «возраст-доходы», тем выше средняя зарплата работающих в режиме полного рабочего времени. Наиболее быстрый рост доходов происходит в начале карьеры — графики выпуклые. Различия между профилями кривых «возраст-доходы» по образованию происходит с увеличением трудового стажа индивидуумов.
Модель Минсера, построенная на эмпирических данных, оценивает зависимость дохода от человеческого капитала. Объём человеческого капитала зависит от инвестиций в него: чем выше инвестиции (уровень образования, годы обучения), тем выше человеческий капитал, производительность и доходы. Безусловно на человеческий капитал влияют иные показатели (врождённые способности, способности к обучению), так как после единого обучения различные индивидуумы будут обладать различными же умениями и производительностью. Модель имеет допущения: рост образования и стажа вызывает рост человеческого капитала; человек с более высоким человеческим капиталом имеет более высокую производительность, и в связи с этим получает более высокую зарплату. Также согласно теории сигналов работодатель готов платить более высокую зарплату работнику, если работник даст сигнал (получит диплом), что он может быть более производителен.
В 1981 году модель Менсера была дополнена Джорджем Псахаропулосом в работе «Отдача от образования: дополнено международным сравнением».

## Модель Псахаропулоса
Допущения модели
Модель обладает рядом предпосылок:
- совершенная конкуренция рынка труда и рынка образования;
- каждый индивидуум может выбрать любую профессию и получить соответствующее образование;
- все индивидуумы имеют обладают равными способностями и возможностями, нет различий в интеллектуальном уровне, физических данных, материальном положении, равный доступ на рынок капитала;
- обучение происходит {\displaystyle S}-лет в отрыве от производства, вступление в состав рабочей силы откладывается, то есть это очное профессиональное образование;
- все работают одинаковое количество {\displaystyle N}-лет после завершения профессионального образования, то есть кто дольше учился, позже уходит на пенсию, никто не умирает до достижения пенсионного возраста;
- отсутствуют издержки на образование, кроме упущенных заработков, нет студенческих грантов и стипендий;
- заработки обученных {\displaystyle S}-лет постоянны в течение трудовой жизни — {\displaystyle E_{S}};
- все виды работ одинаковы и отличаются только продолжительностью требуемого образования, образование не приносит дополнительных нематериальных выгод;
- процесс образования непосредственно не увеличивает и не уменьшает полезность человека. Образование — объект инвестирования, а не потребительское благо, а потоки доходов с различными уровнями образования известны.
- будущие блага представляют меньшую ценность, чем блага в настоящем. Индивидууму безразлично выходить на рынок труда сразу после школы или после {\displaystyle S}-летнего обучения, если текущие дисконтированные стоимости двух вариантов равны.

Сущность модели
Индивидуум выбирает продолжительность образования в соответствии с потоком заработков, которые он желает получить в течение трудовой жизни, дисконтированных по ставке {\displaystyle r}, занимая при этом деньги в период обучения по ставке {\displaystyle r}. Заработок после обучения должен быть больше инвестированных средств (заёмных средств в период обучения), увеличенных на дисконтированную ставку. Индивидуум сравнивает свои выгоды и издержки от образования.
На верхнем рисунке (Модель Псахаропулоса) «Модель инвестиций в человеческий капитал» выгоды — это пространство {\displaystyle A}, равное разнице заработка после и до обучения {\displaystyle (B_{1}-B_{0})}. Издержки {\displaystyle C=C_{1}+C_{2}} на получение образования равны сумме {\displaystyle C_{1}} — прямых издержек (плата за обучение, расходы на приобретение учебников и т. д.) и {\displaystyle C_{2}} — альтернативных издержек (упущенного заработка). Дисконтированная стоимость ожидаемых чистых выгод от инвестиций рассчитывается так:
{\displaystyle NPV=PVB-PVC},
{\displaystyle PVB=\sum _{t=t_{1}}^{T}{\frac {(B_{1t}-B_{0t})}{(1+r)^{t}}}},
{\displaystyle PVC=\sum _{t=t_{1}}^{T}{\frac {C}{(1+r)^{t}}}},
где {\displaystyle PVB} — дисконтированный к моменту S поток ожидаемой разницы в доходах, {\displaystyle PVC} — дисконтированный к моменту S поток ожидаемых издержек, {\displaystyle (B_{1}-B_{0})} — выгода, {\displaystyle B_{1t}} — уровень заработка после обучения в t-году, {\displaystyle B_{0t}} — уровень заработка до обучения в t-году, {\displaystyle r} — норма отдачи от инвестиций в образование, {\displaystyle T} — период предстоящей трудовой деятельности, {\displaystyle t} — индекс времени, {\displaystyle t_{1}} — время обучения.

## Следствие модели
Инвестировать в человеческий капитал выгоднее, чем:
- больше период предстоящей трудовой жизни и соответственно поток ожидаемой разницы в доходах. Молодым учиться выгоднее, так как для них более продолжителен период высоких доходов после обучения и ниже альтернативные издержки, когда у молодого необразованного человека зарплата ещё не выросла;
- больше различия в заработках образованных и необразованных работников;
- меньше издержки, связанные с получением образования (прямые и альтернативные). А иногда, в случае высоких прямых издержек обучения, индивидууму приходится отказаться от обучения;
- ниже индивидуальная ставка дисконтирования, то есть чем в большей степени человек думает о собственном будущем.

## Критика
Неправильно рассматривать все расходы на образование в качестве инвестиций, поскольку фактически часть таких расходов являются потребительскими. Так расходы на курсы по Шекспиру, керамике, музыкальному искусству и т. д. приносят как непосредственную, так и долгосрочную выгоду от потребления, расширяя круг интересов, вкусов и видов деятельности человека. А курсы английской литературы XIX века дают не только потребительскую пользу, но и повышает способность устного и письменного выражения, что имеет ценность на рынке труда, увеличивая производительность и доходы. Проблема заключается в том, что нет разумного способа определить, какая часть расходов является инвестицией, а какая — потреблением. Игнорируя часть образовательных расходов в качестве инвестиций, занижается доходность по инвестициям. И наоборот, завышая инвестиционные затраты, занижается отдача от этих инвестиций.
При расчете внутренней нормы прибыли просто сравнивают различия в доходах выпускников средней школы и колледжа. Но эти различия отличаются в других отношениях: дополнительные льготы выпускников колледжей выше, чем у выпускников средней школы; работа, которую получают выпускники колледжей, как правило, более приятна и интересна, чем работа выпускников средней школы. Это означает, что рассчитанная норма прибыли, основанная на дополнительных доходах, занижает общие выгоды, получаемые от обучения в колледже. А игнорируя дополнительные преимущества занижается доходность обучения в колледже.
Наблюдаемая разница в доходах между образованными и необразованными не всегда является результатом дополнительного образования. Те, у кого больше интеллекта, больше самодисциплины и больше мотивации, а также больше семейного богатства и лучшие связи на рынке труда, с большей вероятностью пойдут за профессиональным образованием. Единственная причина, по которой образование коррелирует с доходом, заключается в том, что сочетание способностей, мотивации и личных привычек, необходимых для успеха в образовании, является той же комбинацией, что и для продуктивного работника. Значительная часть дополнительных доходов, которыми пользуются выпускники колледжей, объясняется их способностями, а не их образование. Таким образом, оценочные нормы прибыли от инвестиций в образование будут преувеличены.
Причинно-следственная связь между образованием и доходами имеет важные последствия для государственной политики. Если теория человеческого капитала верна, то образование является единственной или основной причиной более высоких доходов, тогда имеет смысл предоставить больше образования и профессиональной подготовки работникам с низкими доходами, если общество решит сократить нищету и степень неравенства доходов. С другой стороны, если высокие доходы обусловлены прежде всего способностями, независимо от образования и профессиональной подготовки, то политика увеличения расходов на образование и профессиональную подготовку групп с низким уровнем дохода может иметь ограниченный успех в увеличении их доходов и уменьшении неравенства в доходах.
Согласно теории сигналов работодатель использует уровень образования (наличие диплома) в качестве недорогого средства выявления работников, которые, вероятно, будут высокого качества. Таким образом, диплом указывает на обучаемость и компетентность и становится билетом для приема на более высокооплачиваемую работу, более высокого уровня, где имеются хорошие возможности для дальнейшего обучения и продвижения по службе. Менее образованные работники не отбираются на эти должности не из-за их неспособности выполнять работу, а просто потому, что у них нет дипломов, чтобы дать им доступ к должностям. Дополнительный доход, которым пользуются выпускники колледжей, является платой за то, что они аккредитованы, а не вознаграждением за то, что они более продуктивны.